# لیدیا باجوک
لیدیا باجوک (متولد ۲۳ نوامبر ۱۹۶۵ در چاکوتس، جمهوری سوسیالیستی کرواسی، یوگسلاوی) خواننده، ترانه‌سرا و شاعر کروات است. او آهنگ‌های محلی محلی کرواسی، عمدتاً از منطقه زادگاه خود، شهرستان مجیموریه می‌کند و آهنگ‌هایی را با الهام از موسیقی محلی سنتی می‌نویسد. وی همچنین چندین مجموعه شعر و افسانه بر اساس فرهنگ عامیانه کرواسی و اساطیر اسلاوی منتشر کرده‌است.
در سال ۲۰۰۶، وی جایزه پورین را در گروه بهترین آهنگ‌های فولکلور و در سال ۲۰۱۵ برای بهترین آلبوم فولکلور و قومی برنده شد. .